# 道の駅びえい「丘のくら」
道の駅びえい「丘のくら」（みちのえき びえいおかのくら）は、北海道上川郡美瑛町にある道の駅である。

## 施設
「丘のくら」は1917年（大正6年）に当時の美瑛倉庫株式会社が「美瑛軟石」を使用して建設した3棟の倉庫の中の1つであり、主に豆類（小豆、大豆など）の貯蔵倉庫として活用してきた。
- 駐車場
  - 普通：27台
  - 大型：2台
  - 身障者用：2台
- トイレ（いずれも24時間利用可能）
  - 男：大 3器 小 4器
  - 女：5器
  - 身障者用：1器
- 公衆電話：1台
- ショップ
- レストラン
  - 「香麦食堂」
  - テラス・ド・セゾン
- 農畜産加工体験コーナー
- イベントコーナー
- 宿泊施設
  - ホテル・ラヴニール[2]

## アクセス
北海道道213号天人峡美瑛線（北海道道543号上宇莫別美瑛停車場線との重用区間）沿いに位置している。
- 美瑛駅から徒歩約3分
- 旭川空港から車で約20分
- 旭川市中心部から車で約30分